# Beñat Urkiola
Beñat Urkiola Irulegi (Leiza, Navarra, 1998) es un cantante, versolari e ingeniero navarro.
Fue el ganador del talent show Egin kantu!.

## Biografía
Nació en Leiza. Desde pequeño estudió en la Escuela de Música de Leiza (Navarra). Ahí curso los estudios de solfeo, flauta travesera y guitarra. También era miembro del coro de Leiza. También desde pequeño se formó en música vasca y danzas vascas.
En el año 2006-2007 participó en el concurso de talentos musical Egin kantu! de ETB1 y resultó ganador del talent. La gran final del talent tuvo lugar en el teatro Gazteszena de San Sebastián. En la final Urkiola cantó la canción «Ilargia» del grupo Ken Zazpi con la que pasó a la siguiente fase y acabó resultando ganador del concurso.
Grabó el disco oficial del programa, junto a Oihan Larraza, Maialen Diez y Ane Gonzalez. Además de eso, como miembro del grupo, dieron distintos conciertos durante los años 2007 y 2008.
Urkiola también está formado como versolari. En el año 2007 con tan sólo nueve años ganó un concurso de versolarismo escrito. Participa habitualmente en sesiones de versolarismo y en versolarismo escrito.
Estudió el grado en ingeniería en el IMH de la Universidad del País Vasco (2016-2020). Actualmente es ingeniero, oficio que compagina con el versolarismo y la música.

## Vida privada
Es hermano del presentador de televisión Joseba Urkiola.

## Discografía
- 2007, Egin Kantu (CD)[7][8][9]

## Filmografía

### Televisión
| Año  | Serie / Programa | Personaje              | Canal | Notas   | Referencias |
| ---- | ---------------- | ---------------------- | ----- | ------- | ----------- |
| 2007 | Egin kantu!      | Él mismo / concursante | ETB1  | Ganador |             |